# Diócesis de Kroonstad
La diócesis de Kroonstad (en latín: Dioecesis Kroonstaden(sis) y en inglés: Roman Catholic Diocese of Kroonstad) es una circunscripción eclesiástica latina de la Iglesia católica en Sudáfrica, sufragánea de la arquidiócesis de Bloemfontein. La diócesis tiene al obispo Peter Holiday como su ordinario desde el 1 de abril de 2011. 

## Territorio y organización
La diócesis tiene 30 288 km² y extiende su jurisdicción sobre los fieles católicos de rito latino residentes en la provincia del Estado Libre en las siguientes unidades administrativas: Kroonstad, Virginia, Theunissen, Welkom, Odendaalsrus, Bothaville, Viljoenskroon, Parys-Vredefort, Sasolburg, Heilbron, Hennenman, Ventersburg y parte de Winburg, Marquard y Hoopstad, Wesselsbron.
La sede de la diócesis se encuentra en la ciudad de Kroonstad, en donde se halla la Catedral de San Patricio.
En 1988 en la diócesis existían 68 parroquias. De acuerdo a su sitio web existen 35 parroquias.
El patrono de la diócesis es san Patricio.

## Historia
La prefectura apostólica de Kroonstad fue erigida el 26 de noviembre de 1923 con la breve Quae catholico del papa Pío XI, obteniendo el territorio del vicariato apostólico de Kimberley en África Meridional (hoy diócesis de Kimberley). La prefectura fue confiada a los misioneros de la provincia alemana de la Congregación del Espíritu Santo.
El 8 de abril de 1935 la prefectura apostólica fue elevada a vicariato apostólico con la bula Quaeque Praefectura del papa Pío XI.
El 12 de febrero de 1948 cedió una parte de su territorio para la erección del vicariato apostólico de Bethlehem (hoy diócesis de Bethlehem) mediante la bula In christianum del papa Pío XII.
En 1948 el vicariato apostólico fue confiado a la provincia holandesa de la Orden de Predicadores.
El 11 de enero de 1951 el vicariato apostólico fue elevado a diócesis con la bula Suprema Nobis del papa Pío XII.

## Estadísticas
De acuerdo al Anuario Pontificio 2020 la diócesis tenía a fines de 2019 un total de 106 460 fieles bautizados.
| Año                                                                             | Población            | Población | Población      | Sacerdotes | Sacerdotes    | Sacerdotes    | Bautizados por sacerdote | Diáconos permanentes | Religiosos | Religiosos | Parroquias |
| Año                                                                             | Bautizados católicos | Total     | % de católicos | Total      | Clero secular | Clero regular | Bautizados por sacerdote | Diáconos permanentes | Varones    | Mujeres    | Parroquias |
| ------------------------------------------------------------------------------- | -------------------- | --------- | -------------- | ---------- | ------------- | ------------- | ------------------------ | -------------------- | ---------- | ---------- | ---------- |
| 1950                                                                            | 10 243               | 190 174   | 5.4            | 22         |               | 22            | 465                      |                      |            | 50         | 1          |
| 1970                                                                            | 47 500               | 400 000   | 11.9           | 21         | 1             | 20            | 2261                     |                      | 29         | 80         | 12         |
| 1980                                                                            | 73 566               | 600 000   | 12.3           | 13         | 1             | 12            | 5658                     | 13                   | 20         | 35         | 22         |
| 1990                                                                            | 102 000              | 879 000   | 11.6           | 13         | 2             | 11            | 7846                     | 13                   | 13         | 25         |            |
| 1999                                                                            | 81 180               | 950 000   | 8.5            | 22         | 8             | 14            | 3690                     | 12                   | 14         | 17         |            |
| 2000                                                                            | 107 755              | 1 044 118 | 10.3           | 19         | 4             | 15            | 5671                     | 14                   | 15         | 16         |            |
| 2001                                                                            | 107 755              | 937 520   | 11.5           | 20         | 6             | 14            | 5387                     | 13                   | 14         | 17         |            |
| 2002                                                                            | 107 755              | 937 520   | 11.5           | 18         | 6             | 12            | 5986                     | 12                   | 12         | 19         |            |
| 2003                                                                            | 107 755              | 939 153   | 11.5           | 19         | 5             | 14            | 5671                     | 12                   | 14         | 18         |            |
| 2004                                                                            | 86 512               | 940 153   | 9.2            | 16         | 3             | 13            | 5407                     | 11                   | 13         | 13         |            |
| 2013                                                                            | 97 800               | 1 020 000 | 9.6            | 17         | 5             | 12            | 5752                     | 6                    | 12         | 10         |            |
| 2016                                                                            | 102 027              | 1 065 118 | 9.6            | 18         | 7             | 11            | 5668                     | 2                    | 11         | 10         |            |
| 2019                                                                            | 106 460              | 1 111 470 | 9.6            | 21         | 11            | 10            | 5069                     | 1                    | 10         | 7          |            |
| Fuente: Catholic-Hierarchy, que a su vez toma los datos del Anuario Pontificio. |                      |           |                |            |               |               |                          |                      |            |            |            |

## Episcopologio
- Wilhelm Herting, C.S.Sp. † (1923-1924 falleció)
- Léon Klerlein, C.S.Sp. † (24 de marzo de 1924-12 de febrero de 1948 nombrado vicario apostólico de Bethlehem)
  - Sede vacante (1948-1950)
- Gerard Marie Franciskus van Velson, O.P. † (31 de mayo de 1950-15 de noviembre de 1975 renunció)
- Johannes Ludgerus Bonaventure Brenninkmeijer, O.P. † (15 de abril de 1977-2 de julio de 2003 falleció)
  - Sede vacante (2003-2006)
- Stephen Brislin (17 de octubre de 2006-18 de diciembre de 2009 nombrado arzobispo de Ciudad del Cabo)
- Peter Holiday, desde el 1 de abril de 2011